# 한국대지
한국대지(Korea Plateau)는 강원도와 울릉도 북부 사이에 걸쳐 동서로 폭이 약 250 km, 남북의 길이가 약 200km에 이르는 거대한 해저대지이다.

## 해양지명
수로업무법 제33조의4 제1항의 규정에 의거 해양지명위원회에서 심의·결정한 해양지명은 다음과 같다.
- 제정 해양지명 : 한국대지
- 대표위치(WGS-84) : 38-13N 130-28E
- 범위 : 강원도 동쪽에서 울릉도 북부에 걸쳐 동서로 폭이 약 250 km, 남북의 길이가 약 200km에 이르는 거대한 해저대지로 서단은 38-30N, 128-40E, 남단은 37-15N, 130-10E, 동단은 38-10N, 132-10E, 북단은 39-50N, 130-35E(개위) 지점임